# Phédriades

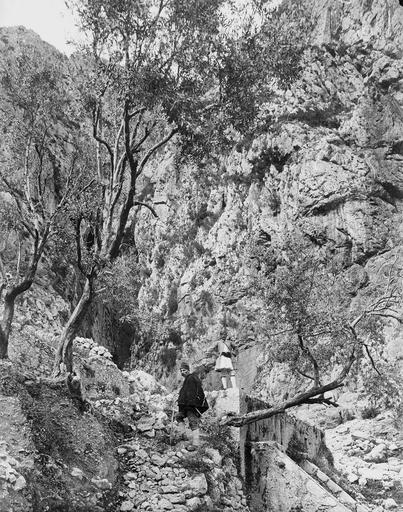
Fouilles dans les roches Phédriades (1894-1895).

Les Phédriades sont deux roches du mont Parnasse qui encadrent la cité de Delphes dans la Grèce antique.

## Description
Les deux roches Phédriades (les « Brillantes ») sont au nord Rhodini (la « Rose ») et à l'est Phlemboucos (la « Flamboyante »). Hautes d'environ 700 m et formées au Jurassique, elles sont constituées de calcaire. La fontaine de Castalie jaillit dans la gorge qui les sépare.

## Récits historiques
Le sanctuaire panhellénique de Delphes où parlait l'oracle d'Apollon abritait l'Omphalos, « nombril du monde ». Il était au VIe siècle av. J.-C. le véritable centre et le symbole de l'unité du monde grec.